# Polyphylla laticollis
Polyphylla laticollis  (лат.) — вид пластинчатоусых жуков. Распространён в Китае, Корее и Японии. Длина тела имаго 28—41 мм.
Описано три подвида:
- Polyphylla laticollis laticollis — длина тела 33—38 мм. Распространён в Японии[1].
- Polyphylla laticollis chinensis — длина тела 33—41 мм. Распространён во Внутренней Монголии, в Суйюани, Сычуани и Юньнани[1].
- Polyphylla laticollis mandshurica — длина тела 28—35 мм. Распространён в западной Маньчжурии (Гирин, долина реки Доляо-хэ, Лангаши, окрестности Мукдена, Маймакай) и в Корее[1].